# مناسس (ویرجینیا)
مناسس (به انگلیسی: Manassas) شهری در ایالت ویرجینیا کشور ایالات متحده آمریکا است که جمعیت آن در سرشماری سال ۲۰۱۰ میلادی، ۳۷٬۸۲۱ نفر بوده‌است.

## نگارخانه

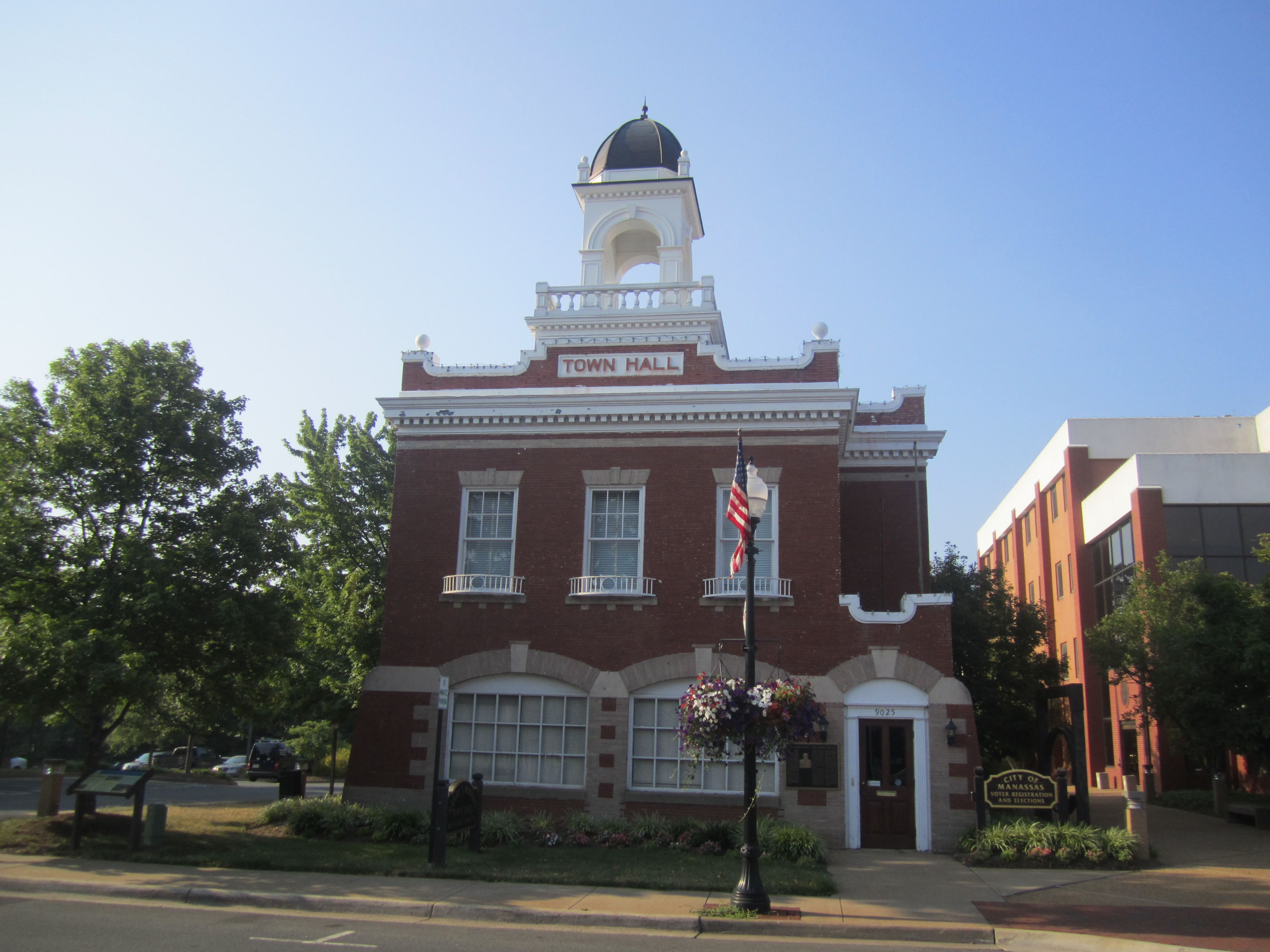
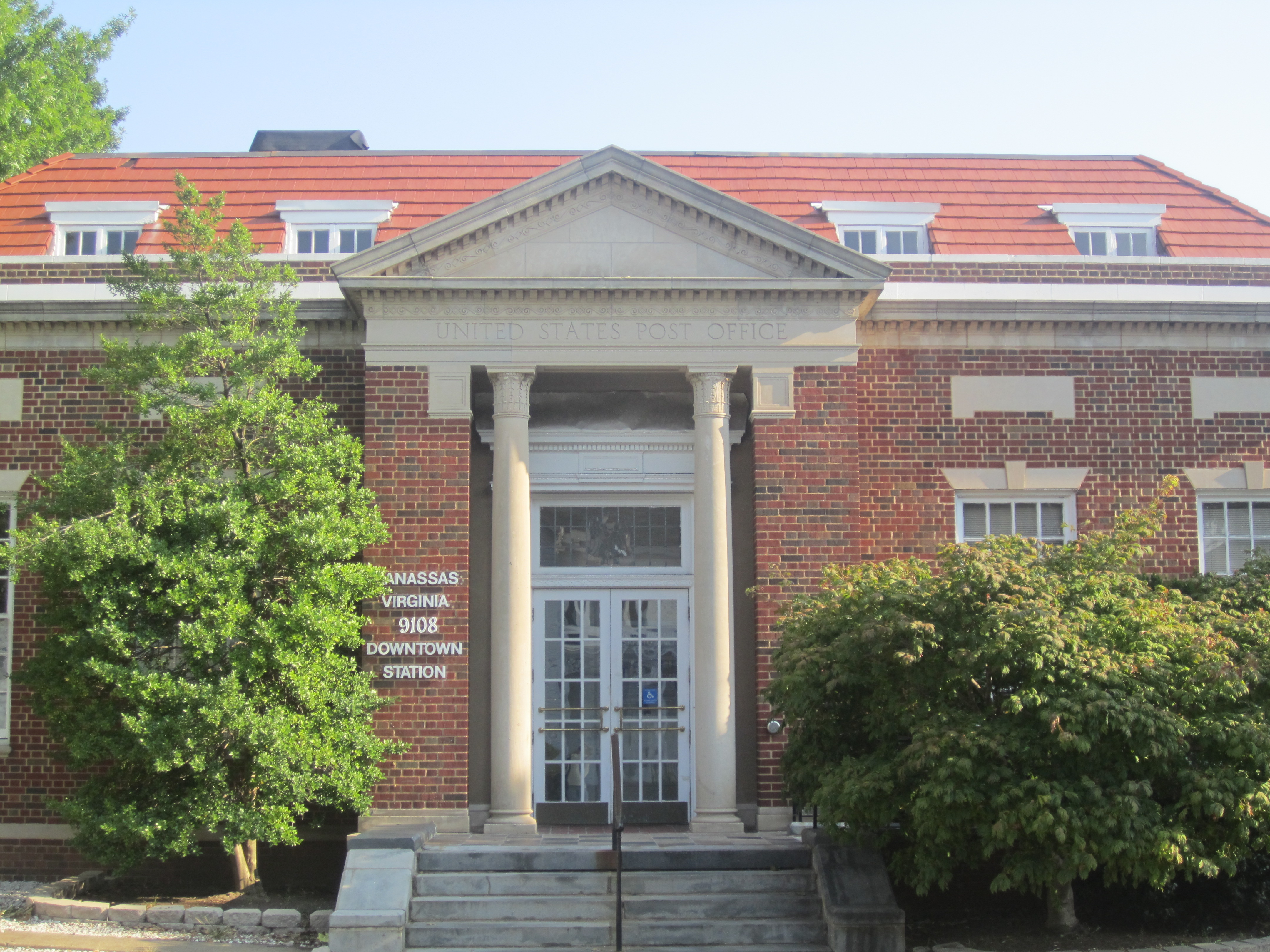
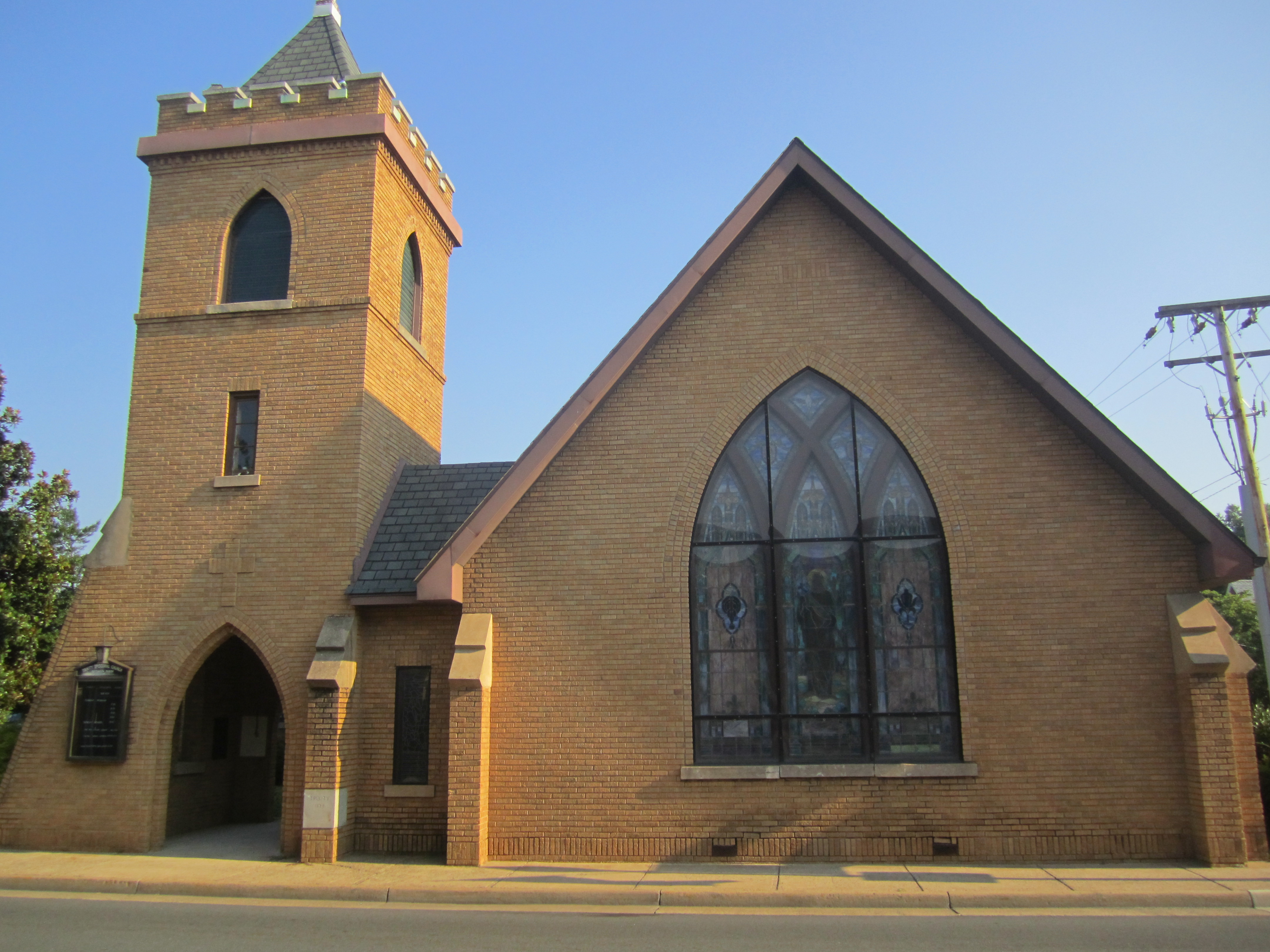
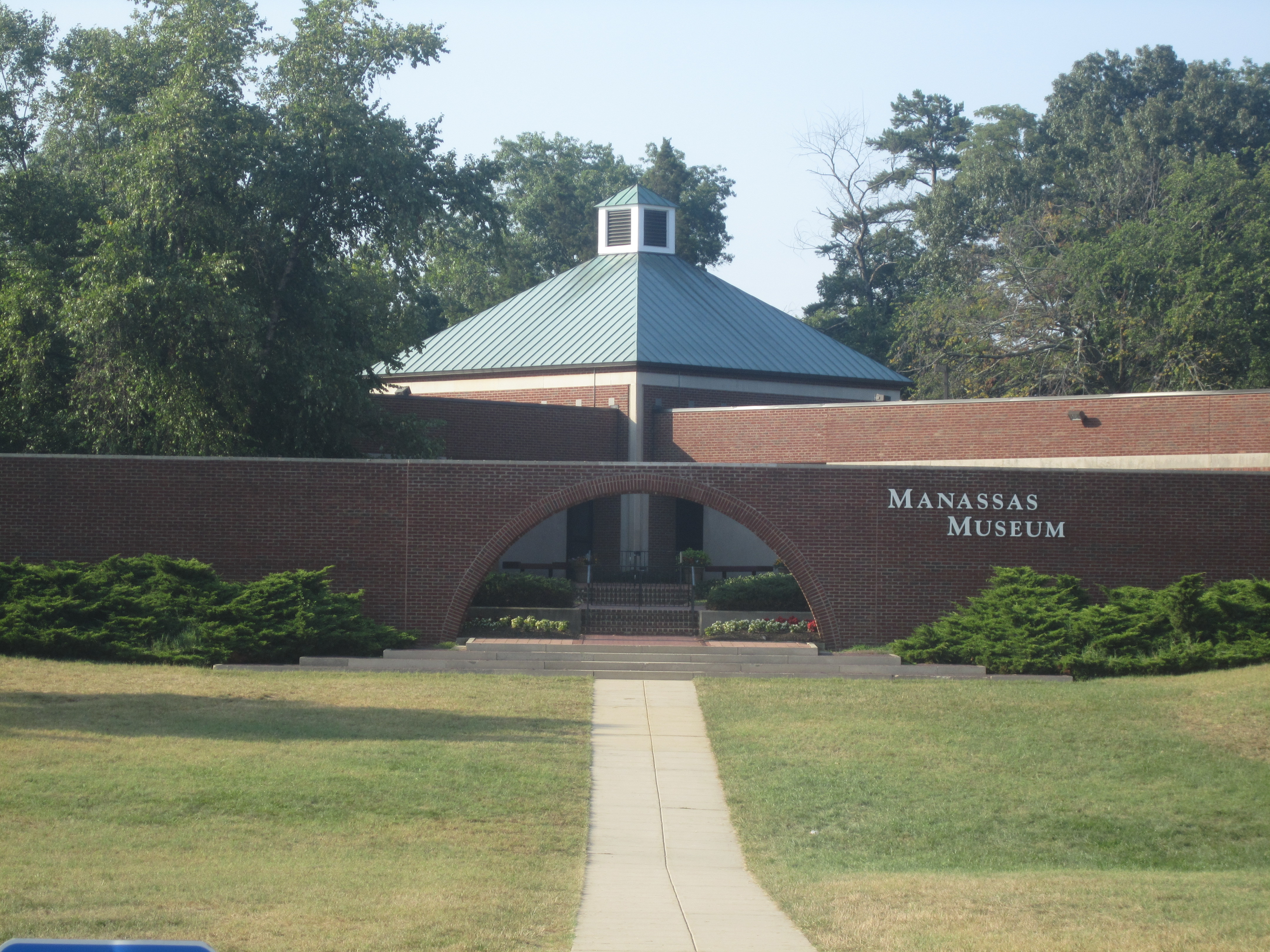
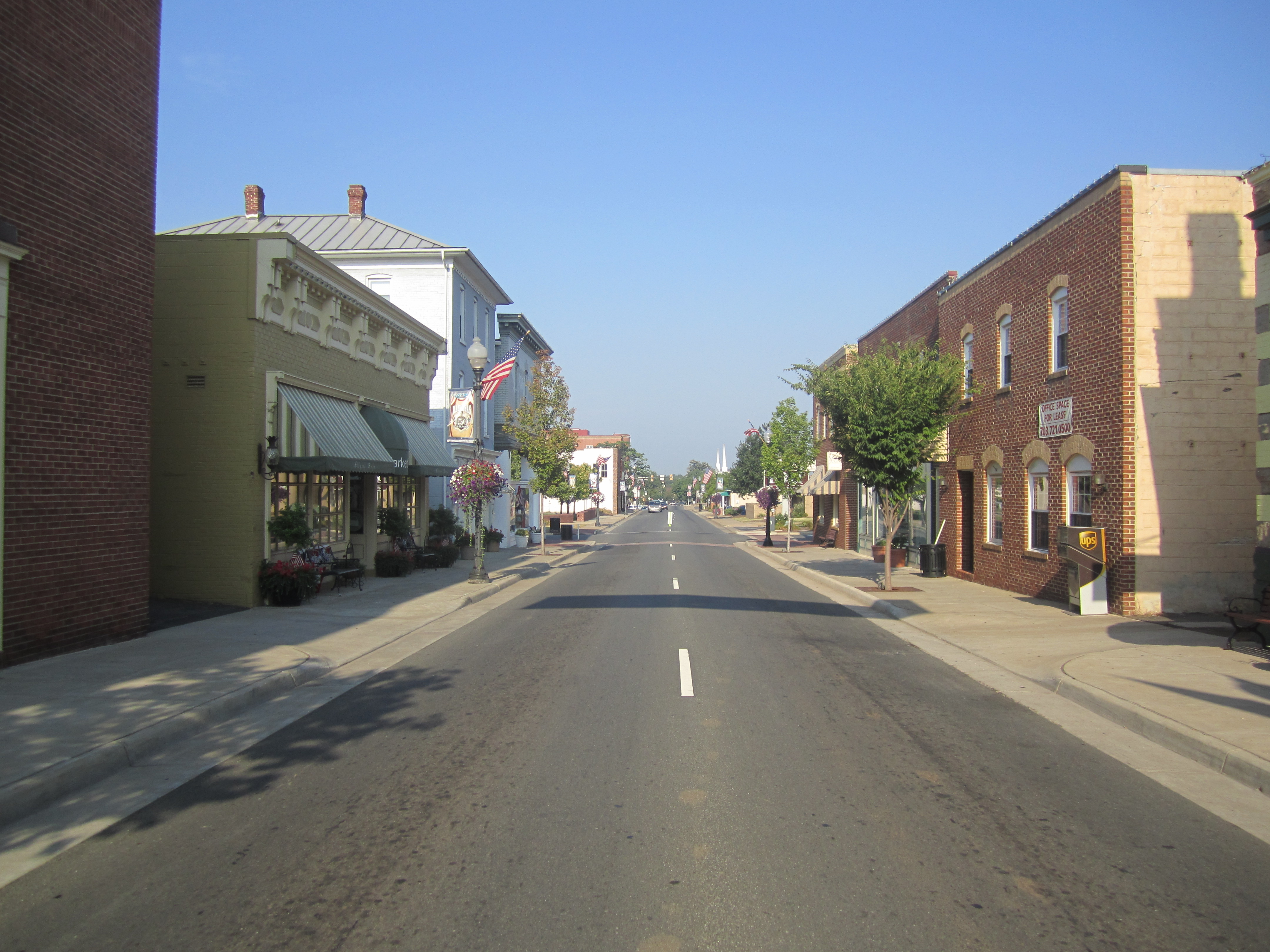
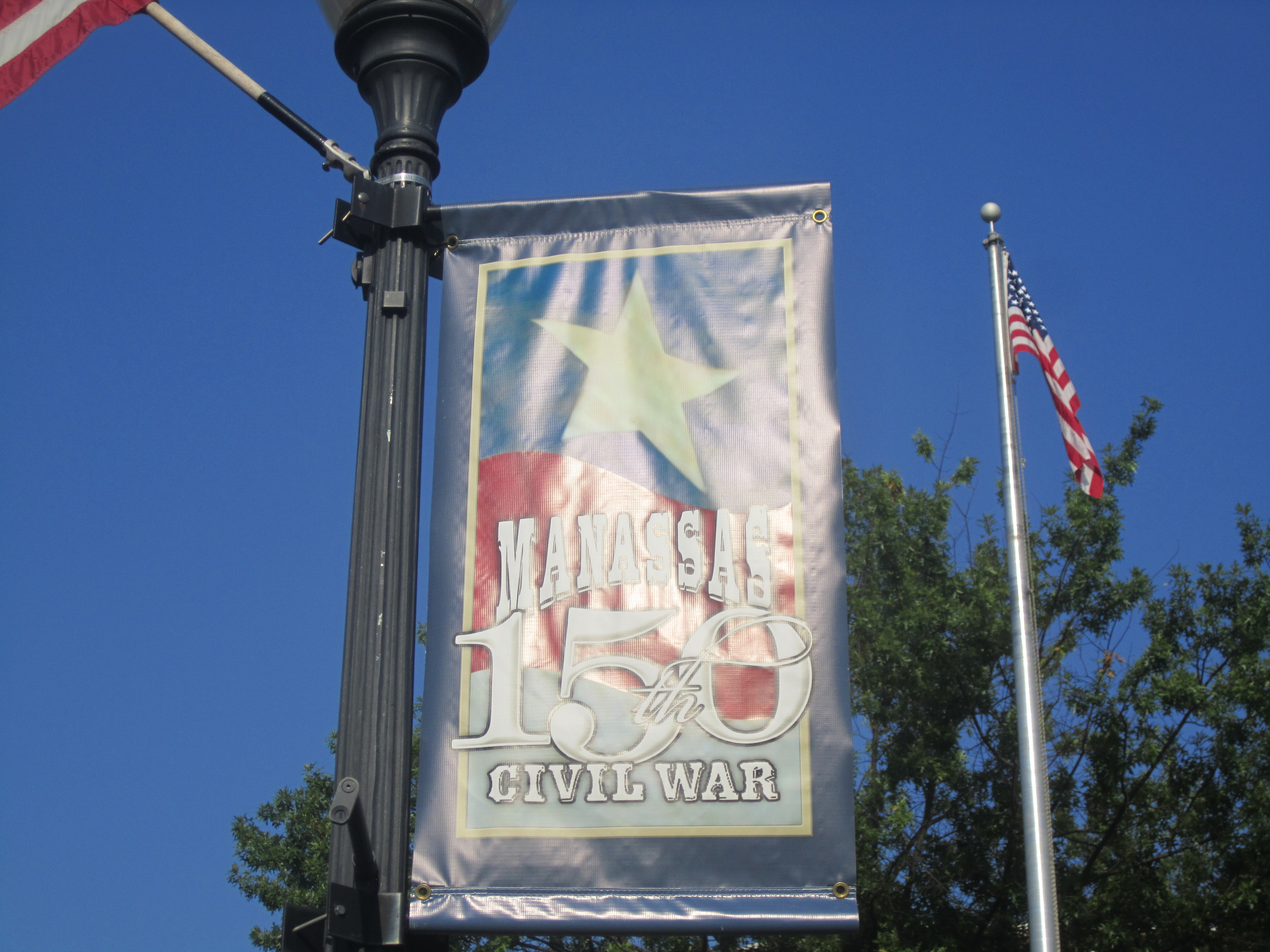
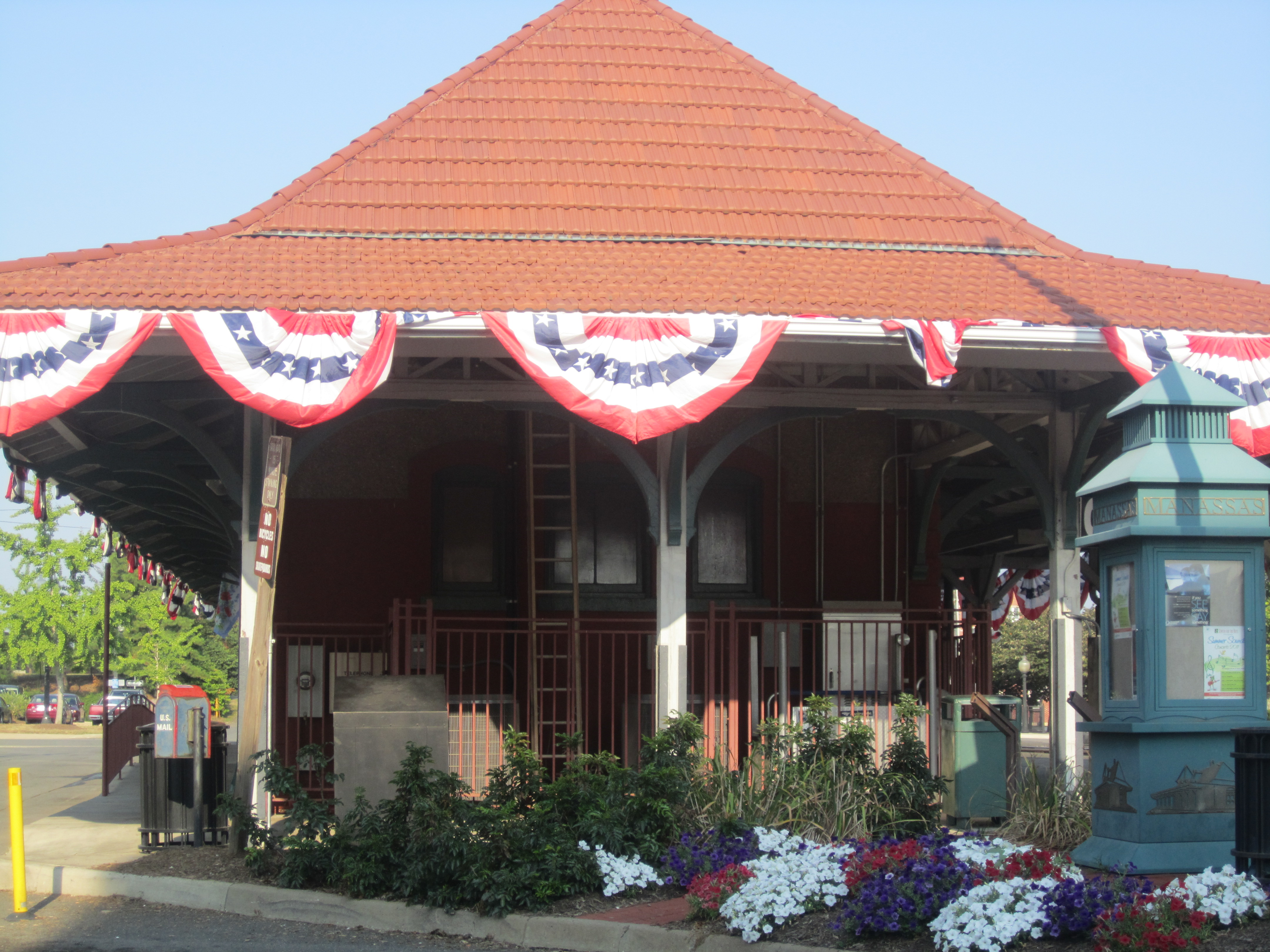
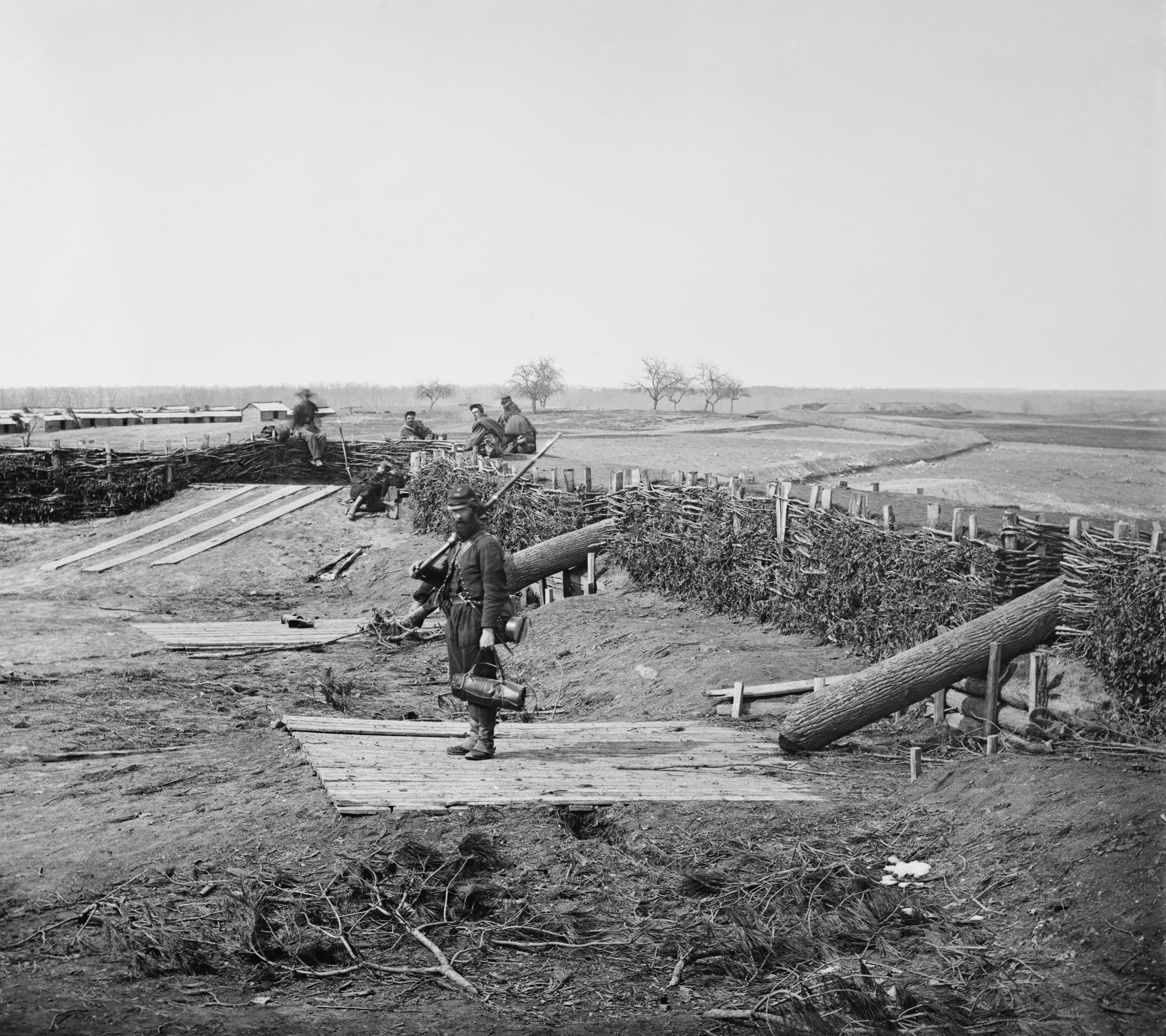
سنگرهای مناسس در جنگ داخلی آمریکا